# Mateo (filme)
Mateo é um filme de drama colombiano de 2014 dirigido e escrito por Maria Gamboa. Foi selecionado como representante da Colômbia à edição do Oscar 2015, organizada pela Academia de Artes e Ciências Cinematográficas.

## Elenco
- Carlos Hernández
- Felipe Botero
- Samuel Lazcano